# لينا ماير-لاندروت

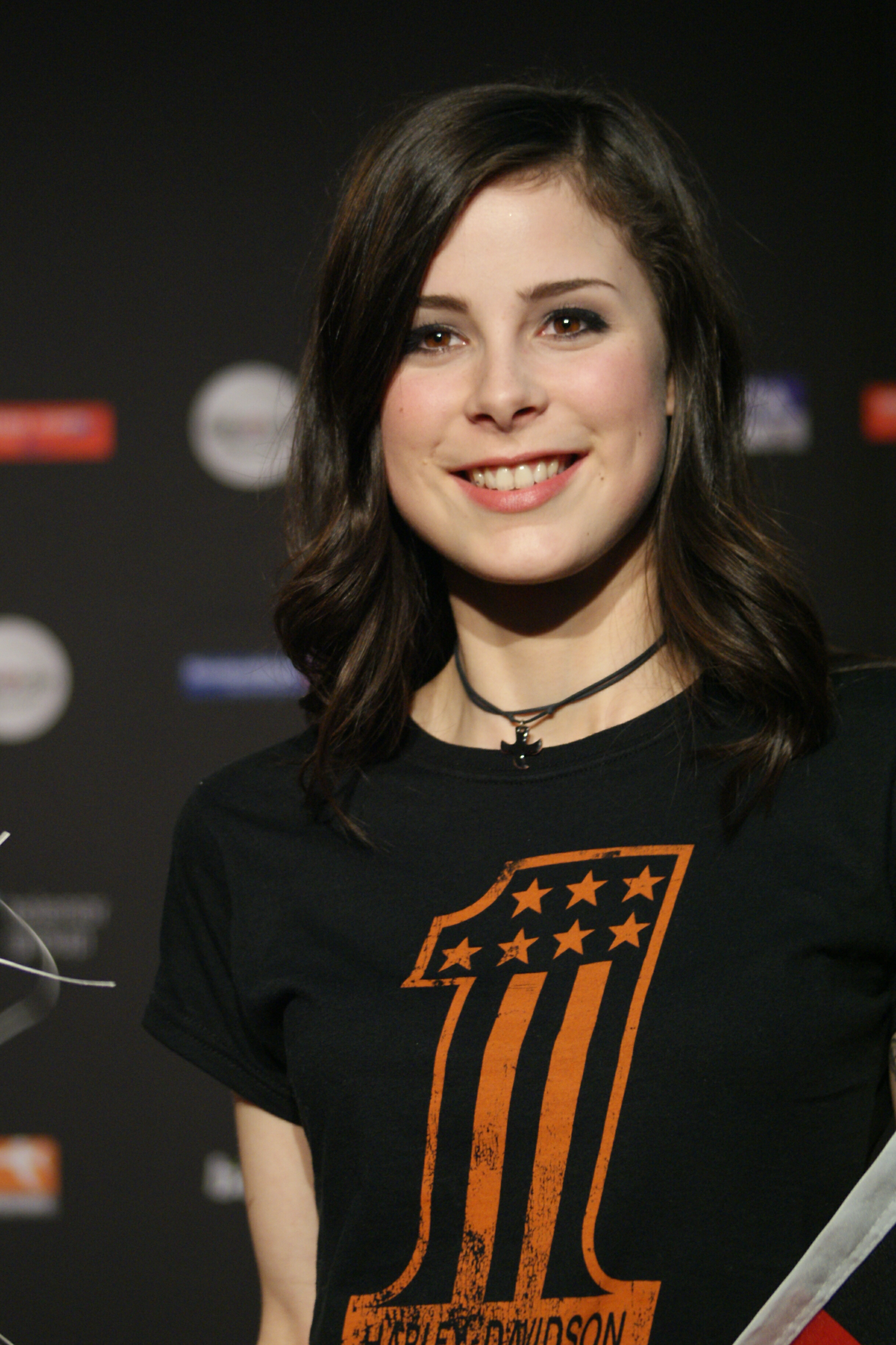
لينا

لينا ماير-لاندروت (بالألمانية: Lena Johanna Therese Meyer-Landrut)‏ و المعروفة باسم لينا مغنية ألمانية ولدت في 23 مايو 1991 في مدينة هانوفر، حققت شهرة كبيرة منذ احترافها للغناء سنة 2010 فاختيرت لتمثيل بلادها في مسابقة يوروفيجين للأغاني لسنة 2010 و تمكنت من الفوز بها بأغنية ساتيلايت.

ماير لاندروت عادت لتمثل بلدها في مسابقة اليوروفيجن للمرة الثانية على التوالي سنة 2011 بأغنية تيكن باي ا سترينجر

## روابط خارجية
- لينا ماير-لاندروت على موقع IMDb (الإنجليزية)
- لينا ماير-لاندروت على موقع روتن توميتوز (الإنجليزية)
- لينا ماير-لاندروت على موقع ألو سيني (الفرنسية)
- لينا ماير-لاندروت على موقع ميوزك برينز (الإنجليزية)
- لينا ماير-لاندروت على موقع أول ميوزيك (الإنجليزية)
- لينا ماير-لاندروت على موقع ديسكوغز (الإنجليزية)
- لينا ماير-لاندروت على موقع قاعدة بيانات الفيلم (الإنجليزية)
- لينا ماير-لاندروت على موقع ليتربوكسد (الإنجليزية)
- لينا ماير-لاندروت على موقع كينوبويسك (الروسية)